# حملة أمريكية عظيمة ضد التدخين

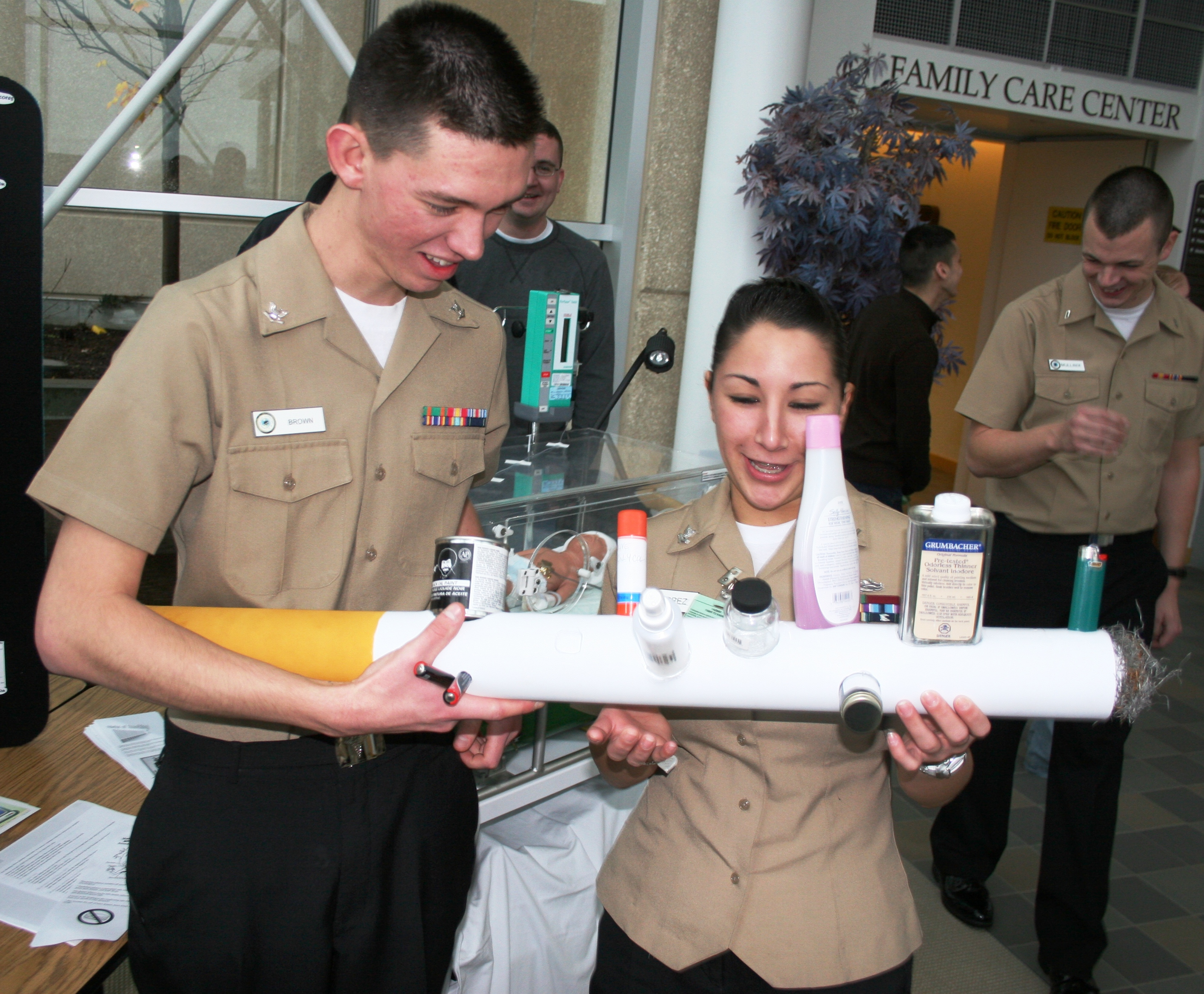

الحملة الأمريكية العظيمة ضد التدخين هو حدث سنوي يقام في يوم الخميس الثّالث من تشرين الثّاني  في الولايات المتحدة لتشجيع الأمريكيّين (من بينهم 45,8 مليون مدخّن) لإيقاف التدخين. جمعية السرطان الأمريكية عقدت أوّل حملة ضد التدخين عام 1977. الحدث يتحدّى الناس للتوقّف عن التدخين لمدة 24 ساعة، على أمل أن يستمرّ قرارهم بعدم التّدخين إلى الابد.
الحدث تطوّر من سلسلة من الأحداث:
- في 1971, في راندولف, ماساتشوستس، آرثر ب.مولاني اقترح على النّاس الإقلاع عن السجائر لمدة يوم والتبرّع بالمال للمدرسة العليا المحلّية.
- في 1974, «يوم لا تدخّن» (أو«يوم النّصر») روِّج له من قبل لين ر.سميث من مونتيسيلو تايمز في مونتيسيلو، مينيسوتا.
- في 18 تشرين الثاني،1976, ولاية كاليفورنيا التّابعة لجمعيّة السرطان الأمريكيّة دفعت بنجاح تقريباً مليون مدخّن للإقلاع عن التّدخين لهذا اليوم. حدث كاليفورنيا هذا دوّن أوّل حملة ضدّ التّدخين.

## وصلات خارجية
- جمعية السرطان الأمريكية
- ACS صفحة الحملة الأمريكية العظيمة ضد التدخين
- نشاط إدارة tricare/DOD صفحة الحملة الأمريكية العظيمة ضد التدخين
- منع شركاء صفحة الحملة الأمريكية العظيمة ضد التدخين